# Elecciones presidenciales de Estados Unidos de 1796
Las elecciones presidenciales de los Estados Unidos de 1796 tuvieron lugar entre el viernes 4 de noviembre y el miércoles 7 de diciembre del mencionado año, siendo la tercera elección presidencial cuadrienal tras la independencia del país. Se trató de la primera elección presidencial estadounidense efectivamente disputada, la primera elección presidencial en la que los partidos políticos desempeñaron un papel dominante, y la única elección presidencial en la que el presidente y el vicepresidente electos pertenecieron a distintos partidos políticos. La competitiva contienda fue entre el vicepresidente saliente, John Adams, del Partido Federalista; y Thomas Jefferson, hasta entonces Secretario de Estado, del Partido Demócrata-Republicano (DRP). El Colegio Electoral a cargo de elegir al presidente y al vicepresidente estaba compuesto entonces por 138 electores, necesitándose 70 para ganar la elección.
El presidente saliente, George Washington, primer mandatario tras la independencia, rechazó la posibilidad de presentarse a un tercer mandato (aunque constitucionalmente no existía un límite legal ni sería implantado hasta la segunda mitad del siglo XX). La elección de 1796 se convirtió en la primera elección presidencial de Estados Unidos en la que los partidos políticos compitieron por la presidencia. Los federalistas se unieron detrás de Adams y los demócratas-republicanos apoyaron a Jefferson, pero cada partido tenía múltiples candidatos. Según las reglas electorales vigentes en aquel entonces, los miembros del Colegio Electoral debían emitir dos votos cada uno, sin distinción entre votos electorales para presidente y votos electorales para vicepresidente. Para ser elegido presidente, el candidato ganador tenía que ganar los votos de la mayoría de los electores, mientras quien recibiera la segunda minoría de votos sería elegido vicepresidente. En caso de que ningún candidato consiguiera la mayoría, la Cámara de Representantes elegiría al presidente, mientras que el Senado elegiría al vicepresidente.
Adams fue en última instancia elegido presidente con 71 votos electorales, uno más de lo necesario para resultar electo. Se impuso mayormente en la región de Nueva Inglaterra y otros estados oscilantes, sobre todo de la región del Atlántico Medio. Jefferson quedó muy cerca de Adams, con 68 votos, y resultó elegido vicepresidente (Un elector de Maryland comprometido con Adams emitió sus dos votos, uno por Adams y otro por Jefferson, lo que elevó el total entre ellos a 139 votos.). El exgobernador federalista Thomas Pinckney de Carolina del Sur terminó con 59 votos electorales, mientras que el senador demócrata-republicano de Nueva York Aaron Burr, ganó 30 votos. Los 48 votos electorales restantes se distribuyeron entre otros nueve candidatos. Como reflejo de la naturaleza evolutiva de ambos partidos, varios electores emitieron un voto para un candidato federalista y un voto para un candidato demócrata-republicano. En general, contando los votos emitidos para cada partido, los federalistas se impusieron estrechamente con un 53.45%, contra un 46.55% de los demócratas-republicanos. La elección marcó la consolidación del Primer Sistema de Partidos (1792-1824) y estableció una rivalidad entre la Nueva Inglaterra federalista y el Sur demócrata-republicano, con los estados intermedios manteniendo el equilibrio de poder (Nueva York y Maryland fueron los estados oscilantes decisivos en este período, y sus votos solo fueron para un candidato perdedor en 1789 y 1820).

## Candidaturas

### Partido Federalista
|                                                  |                                            |
| John Adams                                       | Thomas Pinckney                            |
| para presidente                                  | para vicepresidente                        |
|                                                  |                                            |
| Vicepresidente de los Estados Unidos (1789-1797) | Gobernador de Carolina del Sur (1782-1789) |

El principal candidato de los federalistas fue John Adams, oriundo de Massachusetts, el vicepresidente en ejercicio y una voz destacada durante el período revolucionario. La mayoría de los líderes federalistas vieron a Adams, quien había sido elegido dos veces vicepresidente, como el heredero natural de Washington. El principal compañero de fórmula de Adams fue Thomas Pinckney, un exgobernador de Carolina del Sur que había negociado el Tratado de San Lorenzo con España. Pinckney acordó postularse después de que la primera opción de muchos líderes del partido, el exgobernador Patrick Henry de Virginia, se negó a participar en la contienda. Alexander Hamilton, que compitió con Adams por el liderazgo del partido, trabajó detrás de escena para elegir a Pinckney sobre Adams convenciendo a los electores de Jefferson de Carolina del Sur de emitir sus segundos votos para Pinckney. Sin embargo, Hamilton todavía prefería que Adams resultara electo vicepresidente en lugar de Jefferson (el muy probable segundo lugar), por lo que instó a los electores federalistas a emitir un voto por Adams y otro por Pinckey.

### Partido Demócrata-Republicano
|                                  |                                    |
| Thomas Jefferson                 | Aaron Burr                         |
| para presidente                  | para vicepresidente                |
|                                  |                                    |
| Secretario de Estado (1790-1793) | Senador por Nueva York (1791-1797) |

Los demócratas-republicanos se unieron detrás del ex secretario de Estado Thomas Jefferson, quien había cofundado el partido con James Madison y otros en oposición a las políticas de Hamilton. Los demócratas-republicanos del Congreso se reunieron en un intento de unirse detrás de un mismo candidato a la vicepresidencia. Dado que Jefferson era particularmente popular en el Sur, muchos líderes del partido querían que un candidato del Norte fuera su compañero de fórmula. Las opciones populares incluyeron al senador Pierce Butler de Carolina del Sur y tres neoyorquinos: el senador Aaron Burr, el canciller Robert R. Livingston y el exgobernador George Clinton (que había perdido la contienda vicepresidencial contra Adams en las anteriores elecciones). Un grupo de líderes demócratas-republicanos se reunió finalmente en junio de 1796 y acordó apoyar a Jefferson para presidente y a Burr para vicepresidente.

## Campaña
La campaña fue encendida y estuvo plagada de acusaciones mutuas entre los partidarios de uno u otro candidato: los federalistas intentaron identificar a los demócratas-republicanos con la violencia de la revolución francesa, y los demócratas-republicanos acusaron a los federalistas de favorecer el monarquismo y la aristocracia. Los demócratas-republicanos buscaron asociar a Adams con las políticas desarrolladas por su copartidario federalista Alexander Hamilton durante la administración de Washington, declarando que eran demasiado favorables para Gran Bretaña y un gobierno nacional centralizado. En política exterior, los demócratas-republicanos denunciaron a los federalistas por el Tratado de Jay, que había establecido una paz temporal con la antigua potencia colonial. Los federalistas atacaron el carácter moral de Jefferson, alegando que era ateo y que había sido un cobarde durante la Guerra de Independencia. Los partidarios de Adams también acusaron a Jefferson de ser demasiado pro francés. Días antes de las elecciones, el embajador francés avergonzó a los demócratas-republicanos al apoyar públicamente a Jefferson y expresar su rechazo a Adams, lo que subrayó las previas acusaciones federalistas. A pesar de la vituperación entre sus respectivos partidarios, ni Adams ni Jefferson hicieron una campaña personal demasiado activa por la presidencia.

## Resultados

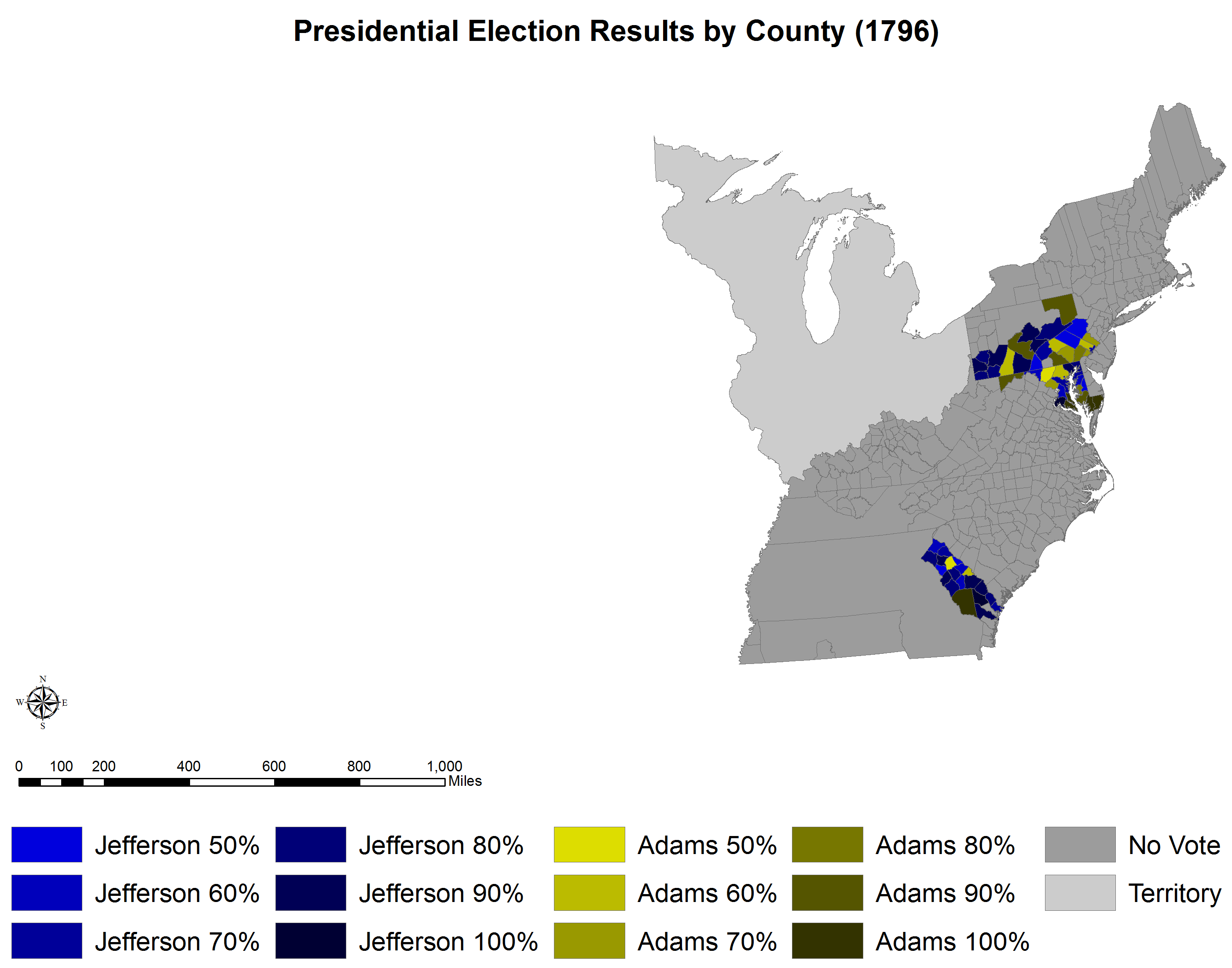
Los resultados por condado indican explícitamente el porcentaje del candidato ganador en cada condado. Los tonos de azul son para Jefferson (demócrata-republicano) y los tonos de amarillo son para Adams (federalista). En gris oscuro los condados en estados donde no se empleó el voto popular y en gris claro los territorios no incorporados como estados.

Tennessee fue admitido en los Estados Unidos después de las elecciones de 1792, aumentando el tamaño del Colegio Electoral a 138 electores.
Según el sistema vigente antes de la ratificación en 1804 de la Duodécima Enmienda a la Constitución, los electores debían emitir votos para dos personas. Ambos votos fueron para presidente; y el subcampeón de la contienda presidencial resultaría elegido vicepresidente. Si ningún candidato ganara la mayoría de los votos del Colegio Electoral, la Cámara de Representantes celebraría elecciones contingentes para seleccionar el ganador. Cada partido tenía la intención de manipular los resultados haciendo que algunos de sus electores emitieran un voto para el candidato presidencial previsto y un voto para alguien además del candidato vicepresidencial previsto, dejando a su candidato vicepresidencial a pocos votos de su candidato presidencial. Sin embargo, todos los votos electorales se emitieron el mismo día, y las comunicaciones entre los estados eran extremadamente lentas en ese momento, lo que hacía muy difícil coordinar qué electores manipularían su voto para el vicepresidente. Además, hubo rumores de que Hamilton obligó a los electores del sur a Jefferson a dar su segundo voto a Pinckney con la esperanza de que fuera electo presidente en lugar de Adams.
La campaña se centró en los estados cambiantes de Nueva York y Pensilvania. Adams y Jefferson ganaron 139 votos electorales combinados de los 138 miembros del Colegio Electoral. Los federalistas vencieron en todos los estados al norte de la línea Mason-Dixon, con la excepción de Pensilvania. Sin embargo, un elector de Pensilvania votó por Adams. Los demócratas-republicanos ganaron los votos de la mayoría de los electores del sur, pero los electores de Maryland y Delaware dieron la mayoría de sus votos a los candidatos federalistas, mientras que Carolina del Norte y Virginia le dieron a Adams un voto electoral.
A nivel nacional, la mayoría de los electores votaron por Adams y un segundo federalista o por Jefferson y un segundo demócrata-republicano, pero hubo varias excepciones a esta regla. Un elector en Maryland votó por Adams y Jefferson, y dos electores votaron por Washington, que no había hecho campaña y no estaba afiliado formalmente a ninguno de los partidos. Pinckney obtuvo los segundos votos de la mayoría de los electores que votaron por Adams, pero 21 electores de la región de Nueva Inglaterra y Maryland emitieron sus segundos votos para otros candidatos, incluido el presidente del tribunal Oliver Ellsworth. Los que votaron por Jefferson estuvieron significativamente menos coordinados su segunda opción, aunque Burr ganó una primera minoría de los electores de Jefferson. Los ocho electores en el estado natal de Pinckney, Carolina del Sur, así como al menos un elector en Pensilvania, emitieron su voto para Jefferson y Pinckney. En Carolina del Norte, Jefferson obtuvo 11 votos, pero los 13 votos restantes se repartieron entre seis candidatos diferentes de ambos partidos. En Virginia, la mayoría de los electores votaron por Jefferson y el gobernador Samuel Adams de Massachusetts.
El resultado final fue que Adams recibió 71 votos electorales, uno más que el requerido para ser elegido presidente. Si dos de los tres electores de Adams en Pensilvania, Virginia y Carolina del Norte hubieran votado igual a sus demás compañeros, Jefferson habría ganado. El candidato demócrata-republicano recibió 68 votos, nueve más que Pinckney, y fue elegido vicepresidente. Burr terminó en un cuarto lugar distante con 30 votos. Otros nueve individuos recibieron los 48 votos electorales restantes. Si Pinckney hubiera ganado los segundos votos de todos los electores de Nueva Inglaterra que votaron por Adams, habría sido elegido presidente derrotando tanto a Jefferson como a Adams.

### General
|  | 53.45 % |

|  | 25.72 % |

|  | 21.38 % |

|  | 3.99 % |

|  | 1.81 % |

|  | 1.09 % |

|  | 0.72 % |

|  | 0.72 % |

|  | 0.36 % |

|  | 46.55 % |

|  | 24.64 % |

|  | 10.87 % |

|  | 5.43 % |

|  | 2.54 % |

|  | 0.72 % |

|  | 20.10 % |

|  | 100.00 % |

### Resultado por estado
Si bien los datos de votación popular están disponibles para algunos estados, las elecciones presidenciales fueron muy diferentes en los siglos XVIII y principios del XIX. En lugar del nombre de los candidatos presidenciales, los votantes verían el nombre de un elector. La confusión sobre por quién votaría el elector era común. Varios estados también eligieron una lista de electores en todo el estado (por ejemplo, dado que Thomas Jefferson ganó el voto popular en Georgia, resultó elegida la lista de cuatro electores de Jefferson) pero debido al arcaico sistema de votación, los votos fueron contados para el elector, no para el candidato. Los totales de votos populares utilizados son el elector de cada partido con el total más alto de votos.
| Estado        | Adams/Pinckney (Federalista) | Adams/Pinckney (Federalista) | Jefferson/Burr (Demócrata-Republicano) | Jefferson/Burr (Demócrata-Republicano) |
|               | #                            | %                            | #                                      | %                                      |
| ------------- | ---------------------------- | ---------------------------- | -------------------------------------- | -------------------------------------- |
| Georgia       | 249                          | 3.56%                        | 6.200                                  | 96.44%                                 |
| Maryland      | 7.029                        | 52.03%                       | 6.480                                  | 47.97%                                 |
| New Hampshire | 3.719                        | 84.52%                       | 681                                    | 15.48%                                 |
| Pensilvania   | 12.185                       | 49.75%                       | 12,306                                 | 50.25%                                 |
| Virginia      | 1.722                        | 31.64%                       | 3.721                                  | 68.36%                                 |